# Centro-destra in Italia

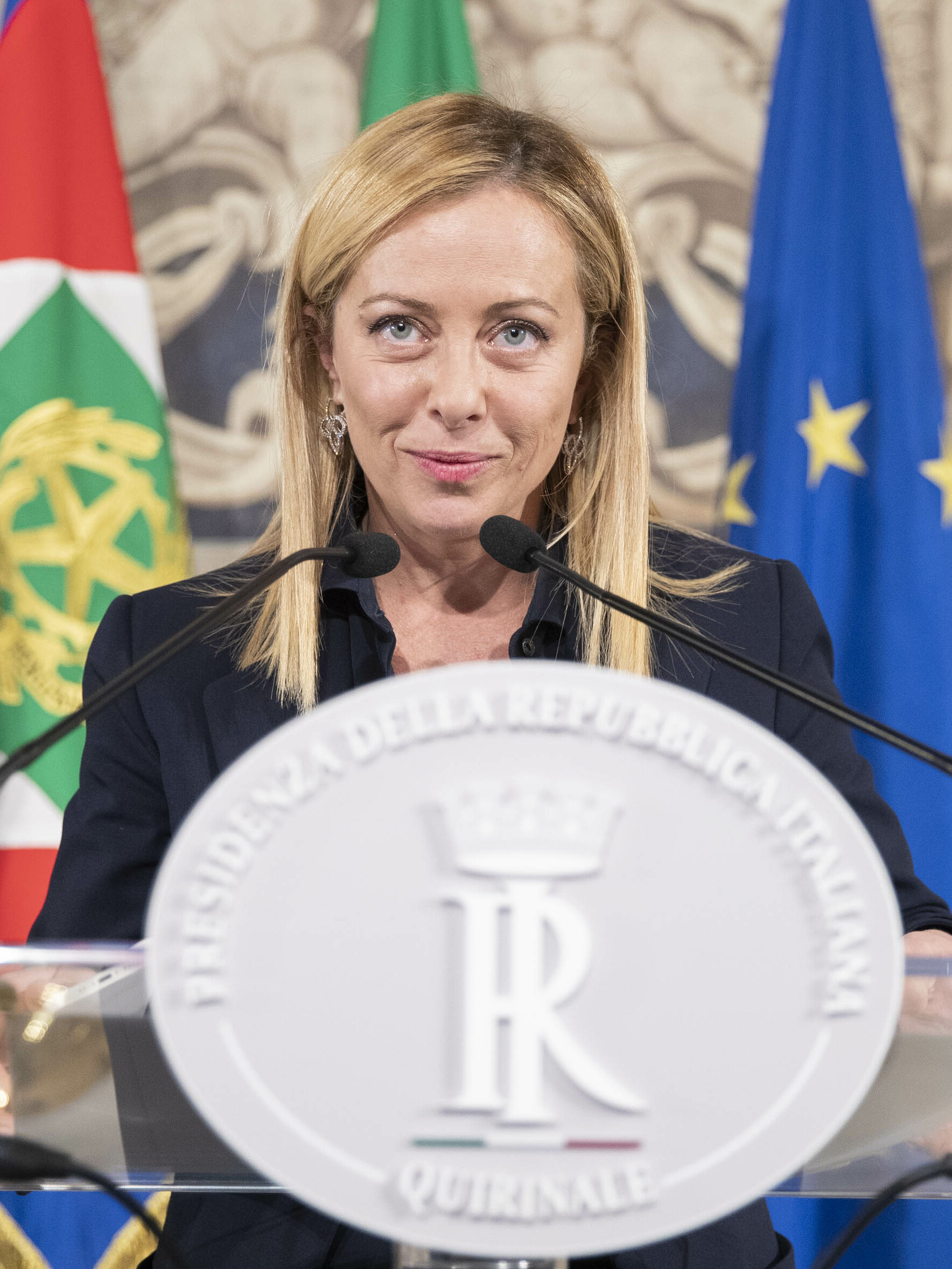
Giorgia Meloni, l'attuale leader della coalizione di centro-destra

La locuzione centro-destra nell'ambito della politica italiana indica le alleanze elettorali e di governo tra i partiti di centro e i partiti di destra.
La locuzione centro-destra comparve per la prima volta in Italia attorno al 1850, in seguito all'operazione detta del "connubio" operata da Camillo Benso, conte di Cavour nel Parlamento del Regno di Sardegna, che di lì a pochi anni sarebbe diventato il Parlamento del Regno d'Italia. L'operazione del "connubio" consisteva nel favorire un'alleanza politica fra la parte più progressista della Destra storica, il cosiddetto centro-destra, di cui il Cavour stesso era capo, e l'ala più moderata della Sinistra storica, il centro-sinistra, con a capo Urbano Rattazzi. Si è sostenuto che questa manovra politica contenesse in sé i fondamenti del trasformismo.
Con il termine centro-destra si è poi indicato, a partire dagli ultimi anni cinquanta, una formula di governo fondata sull'alleanza tra le forze di centro e della destra moderata (Democrazia Cristiana per quanto riguarda l'ambito centrista, Partito Liberale Italiano e Partito Democratico Italiano di Unità Monarchica per quanto riguarda la destra), oltre ad indicare la collocazione di alcuni governi retti dalla Democrazia Cristiana, come il Governo Segni II e il Governo Tambroni, dei quali soltanto il primo ottenne l'appoggio esterno di liberali e monarchici ma entrambi si sostennero grazie a quello del neofascista Movimento Sociale Italiano.
Dal 1994 il termine centro-destra si riferisce a diverse coalizioni (tra cui La Casa delle Libertà) guidate da Silvio Berlusconi fino al 2013.
Attualmente la coalizione comprende Fratelli d'Italia, la Lega, Forza Italia ed altri partiti minori, tra i quali Noi moderati, Coraggio Italia, l'Unione di Centro, Rinascimento e Democrazia Cristiana con Rotondi, e si trova al governo a seguito dell'esito delle elezioni del 2022, che hanno portato alla nascita di un esecutivo presieduto da Giorgia Meloni.

## Storia

### NellaSeconda Repubblica

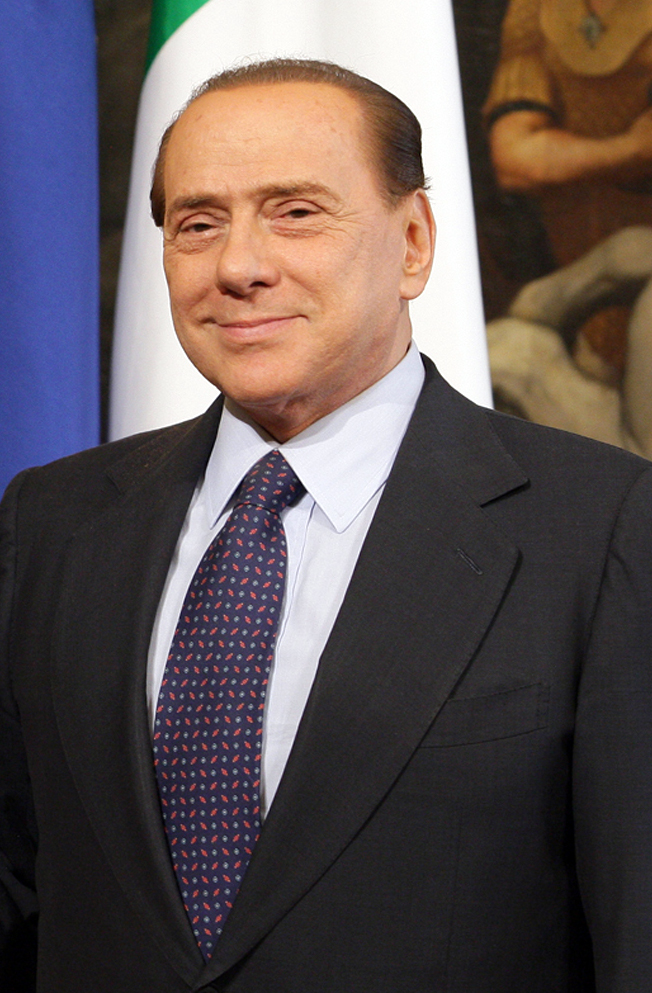
Silvio Berlusconi, fondatore e leader del centro-destra durante la Seconda Repubblica.

I primi anni novanta furono caratterizzati dalla paralisi del sistema politico italiano e dallo scandalo Tangentopoli, che causarono una notevole perdita di consenso nei confronti dei principali partiti della politica italiana, come la Democrazia Cristiana e il Partito Socialista Italiano, nonché l'adozione di un nuovo sistema elettorale prevalentemente maggioritario, distinto da quello proporzionale utilizzato fin dal 1946, che privilegiava le coalizioni di partiti.
In vista delle elezioni amministrative del 1993, il Movimento Sociale Italiano - Destra Nazionale decise di avviare un progetto politico, denominato Alleanza Nazionale, che associasse missini con esponenti di area conservatrice, considerati ormai privi di referenti politici, con l'obiettivo dichiarato di formare un polo di centro-destra.
Nelle elezioni amministrative del 1993, avendo perso notevole consenso la DC e il PSI, ebbero successo le coalizioni di sinistra, che furono contrastate nell'Italia settentrionale dalla Lega Nord (che vinse tra l'altro con Marco Formentini le elezioni comunali a Milano) e nella parte centrale e meridionale del Paese dal Movimento Sociale Italiano - Destra Nazionale. La destra missina ottenne molti consensi poiché era uno dei pochi partiti non coinvolti nell'inchiesta Mani pulite della Procura di Milano (nonostante il 12% dei parlamentari missini fosse comunque inquisito in processi relativi a tangenti) e poiché, nello sfaldamento del centro e in particolare della DC, gran parte degli elettori moderati ritenne la formazione di estrema destra preferibile rispetto alle sinistre.
A seguito dei risultati delle elezioni amministrative di giugno 1993, all'interno della DC iniziò un dibattito relativo alla linea politica che il partito avrebbe dovuto tenere in futuro. Il capogruppo alla Camera Gerardo Bianco chiese di andare verso il filone liberal-democratico e del socialismo riformista alleandosi con il Patto di Mariotto Segni e contrapponendosi al MSI-DN di Gianfranco Fini; Casini e Mastella invece, dopo aver presentato un progetto di DC alternativa a PDS e Lega Nord, presentarono a dicembre il loro nuovo progetto volto a contrapporre il futuro PPI alla coalizione del PDS e per questo alleato della Lega Nord, di Segni ed eventualmente anche del MSI-DN.
Il 23 novembre dello stesso anno a Casalecchio di Reno durante l'inaugurazione di un ipermercato, il presidente della Fininvest Silvio Berlusconi, imprenditore attivo in diversi settori tra cui quello televisivo, dichiarò ai giornalisti che se il centro moderato non si fosse riorganizzato, sarebbe intervenuto lui stesso in prima persona per tale scopo. Inoltre affermò, riguardo alle elezioni comunali di Roma, che, se avesse potuto votare, avrebbe scelto Gianfranco Fini candidato del MSI-DN. Il pubblico sostegno di Berlusconi ad un esponente importante di un partito neofascista come il MSI suscitò scalpore nonché interesse, dal momento che fino a poco tempo prima lo stesso imprenditore era noto per aver pubblicamente sostenuto le politiche del PSI e del segretario Bettino Craxi, suo amico personale.
Tre giorni dopo, il Movimento Sociale Italiano presentò ufficialmente il progetto chiamato "Alleanza Nazionale" e nacquero i primi circoli sul territorio, mentre l'11 dicembre il partito cambiò nome in Movimento Sociale Italiano - Alleanza Nazionale.
Successivamente, il 26 gennaio 1994, Silvio Berlusconi annunciò la propria discesa in campo, avendo fondato nei mesi precedenti un nuovo movimento di centro-destra chiamato Forza Italia. Berlusconi cercò e stipulò accordi con la Lega Nord, movimento federalista, indipendentista e secessionista guidato da Umberto Bossi e con il Movimento Sociale Italiano - Alleanza Nazionale di Fini. Nel 1996 venne reso noto che l'alleanza tra Forza Italia e Lega Nord venne suggerita dall'ormai ex segretario del PSI Bettino Craxi, in un incontro avvenuto nell'aprile 1993 a cui erano presenti Berlusconi, Craxi e Ezio Cartotto, giornalista dipendente di Publitalia '80 e già consulente politico del Cavaliere nonché ex democristiano. Al suggerimento di Craxi, Berlusconi rispose che a suo parere andava valutato anche un accordo con il MSI, al che Craxi rispose con la tassativa affermazione: «Silvio, con i fascisti mai.»

#### Polo delle Libertà e Polo del Buon Governo
La nuova legge elettorale del 1993, la c.d. Legge Mattarella, prevedeva un sistema elettorale misto ma prevalentemente maggioritario, per la prima volta in Italia, e questo costrinse i partiti a creare delle coalizioni per poter vincere nei collegi uninominali della Camera dei deputati e del Senato della Repubblica in vista delle elezioni politiche.
A tal fine si crearono quattro coalizioni di partiti: una di centro (Patto per l'Italia), una di centro-sinistra (Alleanza dei Progressisti), e ben due coalizioni di centro-destra. Le due coalizioni, distinte tra di loro ma che designavano entrambe Silvio Berlusconi come leader, furono chiamate Polo delle Libertà e Polo del Buon Governo e si presentarono rispettivamente nelle regioni del centro-nord e nelle regioni del sud. Questo poiché Forza Italia di Berlusconi e alcuni nuovi partiti centristi (il Centro Cristiano Democratico di Pier Ferdinando Casini e Clemente Mastella e l'Unione di Centro di Raffaele Costa) avevano stretto accordi elettorali sia con Alleanza Nazionale di Gianfranco Fini che con la Lega Nord di Umberto Bossi, ma quest'ultimo pose il veto ad un'unica coalizione che vedesse assieme i due partiti nelle regioni del nord Italia, dove la Lega era candidata. Pertanto AN espresse al centro-nord dei propri candidati nei collegi unimoninali che si opponevano al Polo delle Libertà. Inoltre la Lista Pannella decise di giungere ad un accordo elettorale con il centro-destra appoggiando al centro-nord i candidati del Polo delle Libertà mentre nei collegi centro-meridionali, invece, si sarebbero presentati in competizione con il Polo del Buon Governo. In caso di vittoria del centro-destra, Pannella sarebbe stato nominato ministro degli Esteri nell'eventuale governo a guida Berlusconi. 

Silvio Berlusconi alla convention di Forza Italia il 28 aprile 1994

Le Elezioni politiche italiane del 27 e 28 marzo 1994 portarono ad una netta vittoria delle componenti di centro-destra. Nel maggioritario di Camera dei deputati e Senato della Repubblica la somma del Polo delle Libertà, Polo del Buon Governo, AN (da sola al centro-nord) e Pannella-Riformatori ebbe rispettivamente il 46,16% e il 42,66% delle preferenze superando di circa dieci punti percentuali la coalizione di centro-sinistra. Nella parte proporzionale della Camera, Forza Italia risultò il primo partito italiano con il 21,01% dei voti superando il Partito Democratico della Sinistra. Un notevole successo ebbero anche Alleanza Nazionale (13,47%), Lega Nord (8,36%) e Pannella-Riformatori (3,51%) per un totale del 46,35% delle preferenze. Pertanto il centro-destra ebbe la maggioranza assoluta dei seggi in parlamento (366 seggi su 630 alla Camera dei deputati e 156 seggi su 315 al Senato della Repubblica) e vinse la competizione in tutta l'Italia settentrionale e in alcune regioni del centro-sud (Lazio, Campania, Puglia e Sicilia).
Il nuovo parlamento elesse presidenti la leghista Irene Pivetti alla Camera e il centrista Carlo Scognamiglio al Senato, "rompendo" in questo modo una prassi che, dal 1976, aveva fatto eleggere presidente al Senato un esponente della maggioranza e alla Camera uno dell'opposizione.
A seguito della vittoria elettorale del centro-destra il presidente della repubblica Oscar Luigi Scalfaro conferì l'incarico di formare il nuovo governo a Silvio Berlusconi e l'11 maggio 1994 giurò il primo governo Berlusconi con ministri dei partiti vincitori delle elezioni (FI, Lega Nord, AN, CCD, UdC, Fondazione Liberaldemocratica) più alcuni indipendenti. Non entrò nella compagine di governo la Lista Pannella, per l'opposizione del CCD e di AN: venne allora deciso di nominare Emma Bonino a commissario europeo. Il nuovo governo ottenne la fiducia al Senato della Repubblica con 159 voti favorevoli, 153 contrari e 2 astenuti e alla Camera dei deputati, con 366 voti favorevoli e 245 contrari.
Un mese dopo alle elezioni europee del 12 giugno, con sistema elettorale proporzionale puro, i partiti di centro-destra ebbero un ulteriore notevole successo ottenendo in totale circa il 43% dei voti (Forza Italia e i centristi crearono una lista unica che raccolse il 30,62% delle preferenze e 27 seggi, Alleanza Nazionale ottenne il 12,47% dei voti e 11 seggi). Al totale del centro-destra si possono aggiungere il 6,56% e 6 seggi della Lega Nord (che pochi giorni prima, in Lombardia, era entrata a far parte della giunta regionale con popolari e socialisti) e il 2,13% dei voti e 2 seggi della Lista Pannella-Riformatori. Nel nuovo Parlamento europeo i forzisti crearono un nuovo gruppo parlamentare chiamato Forza Europa, mentre gli eletti di Alleanza Nazionale non aderirono a nessun gruppo, finendo nei non iscritti. I leghisti aderirono al gruppo del Partito Europeo dei Liberali, Democratici e Riformatori, mentre la Lista Pannella confluì nell'Alleanza Radicale Europea. Nella stessa tornata elettorale il nuovo centro-destra (più nello specifico i partiti del Polo del Buon Governo) affrontò anche le sue prime elezioni regionali, solo in Sardegna, perdendo al ballottaggio il governo della regione in favore del candidato di centro-sinistra.

Gianfranco Fini durante la chiusura del Congresso di Fiuggi gennaio 1995

Il 22 ottobre 1994 si riunì per l'ultima volta il comitato centrale del Movimento Sociale Italiano, nel quale venne decisa la confluenza in Alleanza Nazionale che comportò la rottura con alcuni esponenti del partito.
Nonostante la forza del doppio successo elettorale (parlamentare ed europeo), il primo governo Berlusconi si rivelò un esecutivo fragile, a causa di alcune frizioni tra Forza Italia e la Lega Nord, in particolare sulla riforma delle pensioni osteggiata dai leghisti e, proprio per la sfiducia di quest'ultima decretata appena sette mesi dopo l'entrata in carica dell'esecutivo, si venne a formare un governo tecnico presieduto dall'indipendente Lamberto Dini e sostenuto, in appoggio esterno, dalla Lega Nord, dai partiti del centro-sinistra senza i comunisti e dal Partito Popolare Italiano poiché il segretario Rocco Buttiglione decise di avviare un percorso comune tra il centro e la sinistra. Pertanto gli altri partiti del centro-destra, esclusa la Lega Nord che oramai era fuori dalla coalizione, passarono all'opposizione parlamentare.
Il segretario del PPI Rocco Buttiglione, in occasione di un consiglio nazionale dell'11 marzo 1995, decise di convogliare il suo partito questa volta verso l'area di centro-destra. La maggioranza dei delegati popolari fu però contraria a tale mossa, sia perché sembrava una sconfessione della linea politica portata avanti sino a quel momento, sia perché si nutrivano dubbi sulla gestione dirigistica di Forza Italia da parte di Silvio Berlusconi e sulle sue politiche di stampo liberistico, ritenute lesive degli interessi degli strati più deboli della popolazione. Si addivenne così ad una scissione, con la parte del partito fedele a Buttiglione, denominatasi provvisoriamente "Polo Popolare", che appoggiò la leadership di Berlusconi, mentre la maggioranza, con la denominazione "Popolari", decise di aderire al progetto di alleanza di centro-sinistra guidata dal professor Romano Prodi, già presidente dell'IRI.
Nel frattempo, il 23 aprile del 1995, si tennero le elezioni regionali, che interessarono tutte le quindici regioni a statuto ordinario. Il centro-destra, che oltre alla Lega Nord aveva perso anche l'appoggio della Lista Pannella, si presento con le tre liste di Forza Italia, Alleanza Nazionale e Centro Cristiano Democratico che sostenevano in ogni regione lo stesso candidato, e perse queste elezioni risultando vincente in solo sei regioni su quindici. Le nuove amministrazioni a guida del centro-destra, e i loro governatori, furono le seguenti: Piemonte (Enzo Ghigo), Lombardia (Roberto Formigoni), Veneto (Giancarlo Galan), Campania (Antonio Rastrelli), Puglia (Salvatore Distaso) e Calabria (Giuseppe Domenico Nisticò). I governatori di Campania e Puglia erano iscritti ad AN, gli altri a Forza Italia.
Nel luglio del 1995 si formalizzò la scissione nel Partito Popolare Italiano: il gruppo di Buttiglione si assicurò lo storico simbolo dello scudo crociato e ridefinì il suo movimento con il nome di Cristiani Democratici Uniti, aderendo ufficialmente al centro-destra.

#### Polo per le Libertà
La coalizione di centro-destra si riorganizzò per le elezioni politiche del 1996 con la nuova denominazione di Polo per le Libertà. In tutti i collegi uninominali di Camera dei deputati e Senato della Repubblica nella parte maggioritaria, la coalizione presentò il nuovo logo. Nella parte proporzionale della Camera, oltre alle liste di Forza Italia e di Alleanza Nazionale vi fu una lista unica dei centristi che riuniva il Centro Cristiano Democratico di Pier Ferdinando Casini e i Cristiani Democratici Uniti di Rocco Buttiglione. Vennero stretti, come era già accaduto nel 1994, accordi elettorali con la Lista Pannella-Sgarbi, senza però che quest'ultima entrasse organicamente nella coalizione. La Lista Pannella-Sgarbi avrebbe rinunciato a presentarsi nella quasi totalità dei collegi senatoriali, evitando così di sottrarre voti al Polo e i suoi esponenti sarebbero entrati a far parte del governo in caso di vittoria del centro-destra. La Lega Nord si presentò totalmente indipendente dai due principali schieramenti, avviandosi su un progetto di secessione delle regioni del nord. 
Le elezioni politiche italiane del 21 aprile 1996 portarono ad una sconfitta della coalizione di centro-destra nei confronti delle componenti di centro-sinistra (L'Ulivo, guidata da Romano Prodi, e Progressisti, comprendente il solo Partito della Rifondazione Comunista). Nel maggioritario di Camera dei deputati e Senato della Repubblica il Polo per le Libertà ebbe rispettivamente il 42,07% e il 37,35% dei voti, sorpassando L'Ulivo solo alla Camera. Nella parte proporzionale della Camera, Forza Italia (al 20,57%) venne superata dal Partito Democratico della Sinistra quale primo partito italiano. Alleanza Nazionale aumentò il proprio consenso restando al terzo posto (15,66%), la lista CCD-CDU esordì con un buon 5,84% mentre la Lista Pannella-Sgarbi prese l'1,88%. Il centro-destra ebbe la minoranza dei seggi in parlamento (246 seggi su 630 alla Camera dei deputati e 116 seggi su 315 al Senato della Repubblica), perdendo l'egemonia nell'Italia settentrionale a vantaggio della Lega Nord, tranne in alcune aree, ma rafforzando il proprio consenso in tutte le altre regioni ad eccezione di Emilia-Romagna, Toscana, Umbria (le cosiddette «regioni rosse») e Basilicata.
Nel nuovo parlamento il Polo per le Libertà passò all'opposizione del nuovo governo di centro-sinistra guidato da Romano Prodi.
Una rivincita su L'Ulivo si ebbe nel giugno dello stesso anno quando, alle Elezioni regionali in Sicilia, i partiti di centro-destra (FI, AN, CCD e CDU ognuno con una propria lista) ottennero sommati oltre il 50% dei voti.
Nella nuova legislatura, nel febbraio del 1997, si crearono alcune tensioni fra le due componenti centriste del Polo per le Libertà. Alla Camera, i nove deputati del CDU divorziarono dal CCD e aderirono al gruppo parlamentare misto. Esattamente un anno dopo, nel febbraio 1998, la direzione del CDU di Buttiglione decise di stabilire un rapporto federativo con la nascente Unione Democratica per la Repubblica promossa da Francesco Cossiga. All'UDR, che aveva tra gli obiettivi quello di costituire un grande centro moderato, aderì anche Clemente Mastella, mentre il CCD si spaccò, ma Pier Ferdinando Casini e il grosso del suo partito rimase nel Polo.
Nelle elezioni regionali in Friuli-Venezia Giulia del giugno 1998, il centro-destra ottenne la maggioranza dei seggi, eleggendo il forzista Roberto Antonione alla guida della regione.
Nell'ottobre del 1998 vi fu la crisi per il Governo Prodi I, poiché il Partito della Rifondazione Comunista ritirò il suo appoggio alla maggioranza. Il centro-sinistra indicò Massimo D'Alema come nuovo premier: l'UDR appoggiò D'Alema che si presentò in Parlamento e ottenne la fiducia (da qui la formazione del Governo D'Alema I). Molto critici furono Casini e Berlusconi, che accusarono la nascita di un nuovo esecutivo di centro-sinistra con i voti di parlamentari eletti nel centro-destra.
Nell'Elezione del Presidente della Repubblica Italiana del 1999 il leader del centro-destra Silvio Berlusconi, che non disponeva per il suo schieramento della maggioranza nell'assemblea elettrice, si accordò con il premier Massimo D'Alema, leader del centro-sinistra, per candidare e fare eleggere al Quirinale il Ministro del Tesoro Carlo Azeglio Ciampi, che divenne pertanto il decimo Presidente della Repubblica Italiana.
Alle Elezioni europee svolte nel giugno del 1999, Forza Italia fu il primo partito italiano con il 25,16% di voti e 22 eletti. Non bene andò Alleanza Nazionale che raccolse il 10,28% delle preferenze e 9 seggi, e il Centro Cristiano Democratico, 2,59% dei voti e 2 seggi. Nel nuovo Parlamento europeo i forzisti e i centristi aderirono al gruppo del Partito Popolare Europeo - Democratici Europei mentre gli eletti di Alleanza Nazionale aderirono all'Unione per l'Europa delle Nazioni. Lo stesso giorno, alle elezioni regionali in Sardegna, il centro-destra chiamato "Polo per la Sardegna" elesse al ballottaggio governatore della regione il forzista Mauro Pili.
Con le dimissioni del governo di centrosinistra guidato da Massimo D'Alema, nel dicembre 1999, quest'ultimo formò una nuova compagine governativa nella quale i Cristiani Democratici Uniti di Buttiglione uscirono dalla maggioranza ritornando nella coalizione di centro-destra all'opposizione.

#### Casa delle Libertà
(Silvio Berlusconi, 13 marzo 2001, Milano)
Tra il 1999 e il 2000 la Lega Nord di Umberto Bossi si avvicinò nuovamente alla coalizione di centro-destra, rinsaldando i rapporti con Silvio Berlusconi e il suo partito, Forza Italia. La nuova alleanza tra la Lega, Forza Italia, AN e centristi, che venne chiamata Casa delle Libertà, mosse i suoi primi passi già alle elezioni regionali del 2000 che, il 16 aprile, interessarono tutte e quindici le regioni italiane a statuto ordinario ed ebbero l'affermazione del centro-destra che riconfermò Enzo Ghigo, Roberto Formigoni e Giancarlo Galan alla guida rispettivamente di Piemonte, Lombardia e Veneto ed elesse i nuovi governatori di Abruzzo (Giovanni Pace), Calabria (Giuseppe Chiaravalloti), Lazio (Francesco Storace), Liguria (Sandro Biasotti) e Puglia (Raffaele Fitto). Tra l'altro, la vittoria del centro-destra in queste elezioni portò alle dimissioni del secondo governo D'Alema, per «un atto di sensibilità politica», a cui seguì il secondo Governo Amato con il centro-destra naturalmente all'opposizione.
In previsione delle elezioni politiche del 2001, la Casa delle Libertà si presentò unita in tutti i collegi uninominali di Camera dei deputati e Senato della Repubblica e, nella parte proporzionale della Camera, vi furono le liste di Forza Italia, di Alleanza Nazionale, della Lega Nord, del Biancofiore (lista elettorale che univa il Centro Cristiano Democratico e i Cristiani Democratici Uniti) e del Nuovo PSI. Quest'ultimo partito nacque nel gennaio del 2001 dall'unione del Partito Socialista, fondato nel 1996 da Gianni De Michelis e Margherita Boniver, e della Lega Socialista di Bobo Craxi e Claudio Martelli, fuoriusciti nel 2000 dai Socialisti Democratici Italiani del centro-sinistra. Pur essendo organicamente fuori dalla Casa della Libertà, il Movimento Sociale Fiamma Tricolore (partito fondato il 3 marzo 1995 da Pino Rauti e da altri esponenti del Movimento Sociale Italiano - Destra Nazionale che si opposero alla svolta di Alleanza Nazionale, preferendo continuare l'attività politica tipica dell'azione del vecchio MSI) strinse accordi di desistenza con la coalizione di centro-destra.
Le Elezioni politiche italiane del 13 maggio 2001 ebbero la rivincita del centro-destra su L'Ulivo guidato da Francesco Rutelli. Nel maggioritario di Camera dei deputati e Senato della Repubblica la Casa delle Libertà ebbe rispettivamente il 49,63% e il 42,53% delle preferenze. Nella parte proporzionale della Camera, Forza Italia tornò il primo partito nazionale ai danni dei Democratici di Sinistra, ottenendo il 29,43% dei voti. Persero consenso gli altri partiti storici della coalizione, con Alleanza Nazionale al 12,02%, la Lega Nord al 3,94% e il Biancofiore al 3,22%. La somma dei voti ottenuta dai partiti del centro-destra arrivò a sfiorare il 50% delle preferenze. Il centro-destra ebbe pertanto la maggioranza assoluta dei seggi in parlamento (368 seggi su 630 alla Camera dei deputati e 176 seggi su 315 al Senato della Repubblica), vincendo in tutte le regioni italiane ad eccezione delle «regioni rosse». Fece scalpore, in Sicilia, la vittoria in tutti i collegi elettorali uninominali.
Il nuovo parlamento elesse presidenti il centrista Pier Ferdinando Casini alla Camera e il forzista Marcello Pera al Senato.
A seguito della vittoria elettorale della Casa delle Libertà il presidente della repubblica Carlo Azeglio Ciampi conferì l'incarico di formare il nuovo governo a Silvio Berlusconi e l'11 giugno 2001 giurò il secondo governo Berlusconi con ministri dei partiti vincitori delle elezioni (FI, Lega Nord, AN, CCD, CDU, Fondazione Liberaldemocratica) più alcuni indipendenti. Il nuovo governo ottenne la fiducia al Senato della Repubblica con 175 voti favorevoli, 133 contrari e 5 astenuti e alla Camera dei deputati con 351 voti favorevoli, 261 contrari e 1 astenuto.
Nell'autunno del 2002 il CCD, il CDU e Democrazia Europea di Sergio D'Antoni, che aveva partecipato alle elezioni dell'anno precedente con una lista schierata fuori dai poli, avviarono un procedimento unitario che portò alla nascita dell'Unione di Centro.. Durante il primo congresso nazionale del 6 dicembre 2002 Marco Follini venne eletto segretario, con Rocco Buttiglione che assunse la presidenza.
Alle Elezioni europee del 2004 l'alta frammentazione del panorama politico italiano rese difficile una valutazione dell'operato di governo, ma il risultato fu generalmente visto come una sconfitta per il Presidente del Consiglio Silvio Berlusconi e una vittoria per la coalizione di opposizione di centrosinistra identificata con Romano Prodi, che era Presidente della Commissione europea uscente e ampiamente atteso come rientrante nella politica interna italiana per le successive elezioni politiche. Forza Italia fu la seconda lista per voti con il 20,93% e 16 seggi seguita da Alleanza Nazionale, con l'11,49 delle preferenze e 9 seggi. Le liste dell'UDC e della Lega Nord ebbero comunque un incremento di voti rispetto alla precedente consultazione con, rispettivamente, il 5,80% e 5 seggi e il 4,96% e 4 seggi. Nel nuovo Parlamento europeo i forzisti e i centristi si confermarono nel gruppo del Partito Popolare Europeo - Democratici Europei come pure gli eletti di Alleanza Nazionale nell'Unione per l'Europa delle Nazioni. I leghisti confluirono nel gruppo Indipendenza e Democrazia. Nella stessa tornata elettorale il centro-destra affrontò le elezioni regionali in Sardegna, ma perse la guida della regione in favore del candidato di centro-sinistra.
Le Elezioni regionali del 2005 furono un nuovo netto successo per il centro-sinistra, che risultò vincente in tutte le regioni tranne che nelle roccheforti di centrodestra della Lombardia e del Veneto, dove vennero confermati governatori Roberto Formigoni e Giancarlo Galan e dove comunque il vantaggio del centro-destra risultò più che dimezzato rispetto alle elezioni del 2000.
Con la sconfitta subita dai partiti al governo alle elezioni regionali del 2005, UDC, Nuovo PSI e Alleanza Nazionale ritirarono le loro delegazioni e ciò indusse il Presidente del Consiglio Berlusconi ad annunciare il 20 aprile in Senato la volontà di costituire un nuovo governo di fine legislatura e rassegnò al Quirinale le proprie dimissioni. Il giorno successivo UDC e Nuovo PSI annunciarono l'appoggio a un nuovo governo e il 22 aprile il presidente della repubblica Carlo Azeglio Ciampi, a seguito di consultazioni, affidò il nuovo incarico a Berlusconi. Il 23 aprile Berlusconi si presentò al Quirinale con la nuova lista dei ministri, che giurarono il pomeriggio stesso. Il terzo governo Berlusconi, formato dagli stessi partiti del precedente esecutivo, ottenne la fiducia alla Camera dei deputati il 27 aprile 2005 con 334 voti favorevoli, 240 contrari e 2 astenuti.
Per le elezioni politiche in Italia del 2006 venne approvato un nuovo sistema elettorale che introduceva il proporzionale, con premio di maggioranza per la coalizione vincente (la c.d. Legge Calderoli). L'approvazione di questa legge provocò le dimissioni di Marco Follini da segretario dell'UDC, che aveva sollecitato una legge proporzionale che non prevedesse liste bloccate. La guida dell'UDC venne assunta da Lorenzo Cesa. La Casa delle Libertà, che aveva designato Silvio Berlusconi leader come previsto dalla nuova legge che richiedeva un candidato premier, si presentò unita in tutte le sue componenti storiche, alle quali si aggiunsero una serie di piccoli partiti e movimenti quali il Movimento per l'Autonomia di Raffaele Lombardo e i Riformatori Liberali, guidati da Benedetto Della Vedova. Anche l'estrema destra di Alternativa Sociale di Alessandra Mussolini (che raccoglieva anche l'appoggio di Forza Nuova di Roberto Fiore e del Fronte Sociale Nazionale di Adriano Tilgher) e della Fiamma Tricolore di Luca Romagnoli veniva inglobata organicamente per la prima volta nella coalizione di centro-destra.
Le Elezioni politiche italiane del 9 e 10 aprile 2006 portarono ad un sostanziale pareggio tra la Casa delle Libertà e L'Unione, coalizione di centro-sinistra guidata nuovamente da Romano Prodi. Il centro-destra ottenne alla Camera dei deputati il 49,74% dei voti perdendo da L'Unione per solo 24.755 voti, che valsero a questi ultimi il premio di maggioranza assoluta del ramo di parlamento, previsto dalla legge elettorale appena entrata in vigore. Al Senato della Repubblica la situazione fu addirittura ribaltata: il centro-destra ottenne la maggioranza assoluta, il 50,21% dei voti, ma con l'apporto del voto della circoscrizione Estero, il centro-sinistra riuscì comunque ad avere due seggi in più. Forza Italia si confermò il primo partito del centro-destra e secondo in assoluto dietro a L'Ulivo con il 23,74% dei voti, seguito da Alleanza Nazionale che rimase al 12,34%. L'UDC con il 6,76% delle preferenze superò la Lega Nord, in alleanza col Movimento per l'Autonomia, ferma al 4,58%. Il centro-destra ebbe la minoranza dei seggi in parlamento (281 seggi su 630 alla Camera dei deputati e 156 seggi su 315 al Senato della Repubblica), mantenendo l'egemonia nell'Italia settentrionale, perdendo nelle «regioni rosse» e fissando un sostanziale pareggio con L'Unione nel resto della nazione.
A seguito del risultato elettorale il centro-destra tornò all'opposizione e l'incarico di governo venne dato a Romano Prodi.
Due mesi dopo le elezioni politiche, nell'elezione del nuovo Presidente della Repubblica Italiana il centro-destra, minoritario nell'assemblea elettrice, cercò invano un accordo con il centro-sinistra per far eleggere un candidato condiviso. Pertanto, la maggioranza di centro-sinistra elesse undicesimo Presidente della Repubblica Italiana Giorgio Napolitano, proveniente dal proprio schieramento.

#### Nascita del partito unitario: Il Popolo della Libertà

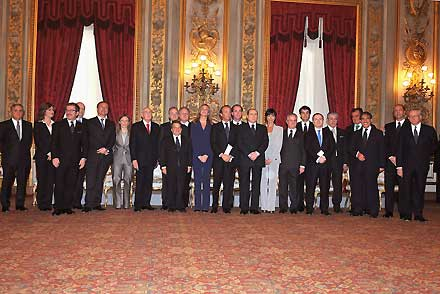
Il Governo Berlusconi IV con Giorgio Napolitano il giorno del giuramento.

Nella Casa delle Libertà prese forza l'idea di un partito unitario del centro-destra, che riunisse sotto un unico simbolo tutti i partiti della coalizione. L'idea si concretizzò il 18 novembre 2007, con la nascita del Popolo delle Libertà, promosso da Forza Italia, cui aderirono, assieme ad Alleanza Nazionale, tutti i partiti della coalizione, con l'eccezione dell'UDC, che inoltre abbandonò il centrodestra, e della Lega Nord che per la sua specificità di movimento regionale, preferì un'alleanza federativa con il nuovo partito.
Il governo Prodi II venne sfiduciato al Senato della Repubblica il 24 gennaio 2008 e, dopo vari tentativi del Presidente della Repubblica Napolitano di trovare una nuova maggioranza parlamentare, le camere vennero sciolte e furono indette nuove elezioni.
Silvio Berlusconi e Gianfranco Fini decisero che i rispettivi partiti, Forza Italia e Alleanza Nazionale, si sarebbero presentati alle Elezioni politiche in Italia del 2008 sotto l'unico simbolo de Il Popolo della Libertà, in coalizione con la Lega Nord, che avrebbe presentato le sue liste solo al Centro-Nord, e con il Movimento per le Autonomie, che avrebbe fatto altrettanto nelle altre regioni. In osservanza alla legge elettorale, Berlusconi venne nuovamente designato quale capo della coalizione. I centristi dell'UDC e il movimento La Destra di Francesco Storace presentarono una propria lista e un proprio capo della stessa fuori e in concorrenza rispetto allo schieramento di centro-destra.
Le Elezioni politiche italiane del 13 e 14 aprile 2008 portarono ad una netta vittoria della coalizione di centro-destra sul centro-sinistra guidato da Walter Veltroni. Il centro-destra ottenne alla Camera dei deputati il 46,81% dei voti e al Senato della Repubblica il 47,31% delle preferenze, superando l'avversario di circa nove punti percentuali in entrambe le camere. Il Popolo della Libertà risultò il primo partito italiano con il 37,38% dei voti (record per un partito di centro-destra) mentre la Lega Nord ebbe l'8,30% dei voti, terzo dietro al Partito Democratico. Il Movimento per l'Autonomia prese l'1,13% delle preferenze. Il centro-destra ebbe la maggioranza assoluta dei seggi in parlamento, con numeri paragonabili a quelli del 2001 (344 seggi su 630 alla Camera dei deputati e 174 seggi su 315 al Senato della Repubblica), risultando vincitore in tutte le regioni italiane, ad eccezione delle «regioni rosse» e della Basilicata.

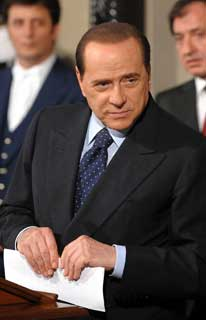
Silvio Berlusconi, storico leader del centro-destra italiano, incaricato Presidente del Consiglio nel 2008.

Il nuovo parlamento elesse presidenti Gianfranco Fini alla Camera e Renato Schifani al Senato, entrambi esponenti del PDL.
A seguito della vittoria elettorale del centro-destra il presidente della repubblica Giorgio Napolitano conferì l'incarico di formare il nuovo governo a Silvio Berlusconi e l'8 maggio 2008 giurò il quarto governo Berlusconi con ministri dei partiti vincitori delle elezioni (PDL, Lega Nord, MpA e DC) più alcuni indipendenti. Il nuovo governo ottenne la fiducia alla Camera dei deputati il 14 maggio 2008 con 335 voti favorevoli, 275 contrari e 1 astenuto, e al Senato della Repubblica il 15 maggio 2008 con 173 voti favorevoli, 137 contrari e 2 astenuti.
Le Elezioni europee del 2009 ebbero una sostanziale conferma del consenso ottenuto dal centro-destra un anno prima alle elezioni politiche. Il Popolo della Libertà, anche se con un lieve calo, rimase ampiamente il maggior partito dello scenario politico italiano con il 35,26% dei voti e 29 seggi. Aumentarono il proprio consenso sia la Lega Nord, che prese il 10,21% delle preferenze e 9 seggi, sia l'MpA presentatosi con una lista chiamata "L'Autonomia" nella quale erano confluiti La Destra (partito fondato da Francesco Storace nel 2007 che rimase fuori dal centro-destra nelle elezioni del 2008), il Partito Pensionati e Alleanza di Centro di Francesco Pionati. Questi ultimi, pur avendo il 2,2% dei voti, non ebbero alcun seggio in virtù delle nuova legge elettorale che prevedeva lo sbarramento del 4% dei voti per l'attribuzione dei seggi. Nel nuovo Parlamento europeo il PDL confluì nel gruppo del Partito Popolare Europeo mentre i leghisti aderirono al gruppo Europa della Libertà e della Democrazia.
Alle elezioni regionali del 2010 vi fu un sostanziale equilibrio fra centro-sinistra e centro-destra. Anche se il nuovo scenario ebbe sei regioni assegnate al centro-destra e sette al centro-sinistra delle tredici in cui si votava, questi ultimi si riconfermarono nelle regioni in cui governavano, mentre il centro-destra mantenne Lombardia e Veneto strappando agli avversari Piemonte (con il leghista Roberto Cota), Lazio (con Renata Polverini), Campania (con Stefano Caldoro) e Calabria (con Giuseppe Scopelliti).
Nel mezzo della crisi del debito sovrano europeo e della crisi economica italiana, nel 2011 la maggioranza che sosteneva Berlusconi cominciò a sfaldarsi. Alla seconda votazione per l'approvazione del Rendiconto generale dello Stato la maggioranza scese alla Camera a quota 308 deputati, con otto voti meno della maggioranza assoluta. Il 12 novembre 2011, dopo l'approvazione della Legge di stabilità 2012 in entrambe le camere del Parlamento, Silvio Berlusconi, come aveva precedentemente accordato con il Presidente Napolitano, rassegnò le sue dimissioni e quelle del suo Governo, a causa della perdita della maggioranza assoluta alla Camera dei deputati e della crisi economica del paese.
La guida del Paese venne affidata da Giorgio Napolitano a Mario Monti, che diede vita al secondo governo "tecnico" della storia repubblicana. L'esecutivo fu formato totalmente da tecnici indipendenti dai partiti e, per questo, il Popolo della Libertà e tutti i gruppi parlamentari di centro-destra, con l'eccezione della Lega Nord, scelsero di schierarsi a favore dell'appoggio esterno, insieme al Partito Democratico ed ai partiti dell'ex Terzo Polo. Con l'appoggio a Monti, il PDL vide peraltro venir meno l'alleanza con la Lega Nord, che passando all'opposizione mosse critiche al resto del centro-destra, accusandolo di incoerenza e di appoggiare un governo formato da membri non votati dai cittadini, che introdusse misure di austerità criticate anche dai sindacati, come nel caso della riforma delle pensioni Fornero.
Durante il Governo Monti all'interno del Popolo della Libertà si formarono diverse voci critiche nei confronti del governo tecnico, la cui azione era stata oggetto di valutazioni particolarmente negative da parte dell'area di ex Alleanza Nazionale riconducibile alla componente di Ignazio La Russa. Quando nel novembre 2012 vennero annullate le primarie del PDL, Giorgia Meloni e Guido Crosetto organizzarono il 16 dicembre la convention Primarie delle Idee, e il giorno seguente Ignazio La Russa annunciò di voler fondare una nuova formazione di destra; il 20 dicembre venne quindi costituito il gruppo parlamentare al Senato, denominato Centrodestra Nazionale. Tale iniziativa trovò l'adesione degli altri due politici.

#### Coalizione di centro-destra del 2013
A fine del 2012 in previsione delle nuove elezioni politiche in Italia del 2013, in concomitanza con l'uscita dalla maggioranza di governo del Popolo delle Libertà, Silvio Berlusconi annunciò la sua "ridiscesa in campo". Il partito così annullò le primarie per la scelta del leader. Il 20 dicembre dello stesso anno i deputati del PDL Ignazio La Russa, Giorgia Meloni e Guido Crosetto lasciano il partito per fondare Fratelli d'Italia - Centrodestra Nazionale, dichiarando che la nuova formazione politica sarebbe stata comunque all'interno dello schieramento di centro-destra. All'inizio del 2013 venne ufficializzato l'accordo con la Lega Nord. Quale capo della coalizione fu indicato Silvio Berlusconi, che tuttavia dichiarò di non essere interessato al ruolo di premier designando eventuale presidente del Consiglio il segretario politico Angelino Alfano. Il segretario della Lega Roberto Maroni propose per lo stesso ruolo Giulio Tremonti. Aderirono allo schieramento anche altre forze politiche e movimenti minori.
Le Elezioni politiche italiane del 24 e 25 febbraio 2013 furono le prime nel quale il Paese risultò tripolare: oltre alle due coalizioni tradizionali di centro-destra e centro-sinistra (quest'ultima chiamata Italia. Bene Comune e guidata da Pier Luigi Bersani) vi fu l'avvento del Movimento 5 Stelle, forza politica anti-casta distante dai due poli. I risultati delle elezioni furono che nessuna delle coalizioni ottenne una vittoria netta, determinando un risultato senza precedenti nella storia delle elezioni politiche italiane. Il M5S risultò il più votato alla Camera dei deputati, ma la coalizione di centro-sinistra fu la prima coalizione per numero di voti sia alla Camera dei deputati che al Senato della Repubblica, distanziando in entrambi i rami la coalizione di centro-destra, arrivata seconda, di neanche un punto percentuale (il 29,18% dei voti alla Camera dei deputati e il 30,72% dei voti al Senato della Repubblica). Il Popolo della Libertà diminuì drasticamente il suo consenso, arrivando al 21,56% delle preferenze. La Lega Nord dimezzò il risultato del 2008 ottenendo il 4,09% dei voti mentre Fratelli d'Italia - Centrodestra Nazionale guadagnò l'1,96% delle preferenze. Il centro-destra ebbe la minoranza dei seggi in parlamento (125 seggi su 630 alla Camera dei deputati e 117 seggi su 315 al Senato della Repubblica), nel quale nessuno ottenne la maggioranza in entrambi i rami. Il centro-destra risultò ancora una volta vincitore nelle regioni dell'Italia settentrionale, ma ebbe un ridimensionamento nel centro-sud ad opera del M5S. Nella stessa tornata elettorale il leghista Roberto Maroni viene eletto nuovo presidente della Lombardia.
Un mese dopo le elezioni politiche, all'Elezione del nuovo Presidente della Repubblica Italiana, data la nuova composizione frastagliata del parlamento, si ebbero notevoli difficoltà a trovare una maggioranza che sostenesse un candidato eleggibile. Dopo varie vicissitudini un ampio schieramento parlamentare chiese al presidente Giorgio Napolitano la disponibilità, accolta, ad una ricandidatura. Napolitano venne pertanto eletto (diventando il primo Presidente della Repubblica a ricoprire l'incarico per più di un mandato) ricevendo consensi da parte di tutta l'assemblea, quindi anche dal centro-destra, con l'eccezione di Fratelli d'Italia.
Dopo lunghe consultazioni con i partiti, il neo-rieletto presidente della Repubblica Giorgio Napolitano incaricò Enrico Letta, esponente di provenienza popolare del Partito Democratico nonché nipote di Gianni Letta, di trovare una maggioranza in grado di sostenerlo a capo del governo. Nel centro-destra, Lega Nord e Fratelli d'Italia - Centrodestra Nazionale decisero di stare all'opposizione, mentre Il Popolo della Libertà partecipò alla formazione del governo con l'assegnazione di ministeri e sottosegretariati. Questa decisione fece nascere il primo governo di larghe intese della seconda Repubblica e ruppe in Parlamento l'alleanza elettorale del centro-destra, che rimase però unito nelle amministrazioni locali.
Il 16 novembre 2013 Il Popolo della Libertà si sciolse, con Silvio Berlusconi che diede di nuovo vita a Forza Italia e Angelino Alfano che fondò il Nuovo Centrodestra. Il 26 novembre il Governo Letta pose la fiducia sulla legge di stabilità presentando un maxi-emendamento che integrava le modifiche della commissione bilancio del Senato. Forza Italia annunciò il no alla finanziaria e l'uscita dalla maggioranza di governo, mentre il partito di Alfano continuò a far parte dell'esecutivo abbandonando di fatto la coalizione di centro-destra, pur chiamandosi Nuovo Centrodestra e sostenendo istanze affini a quell'area politica.
Il 27 novembre 2013 il Senato della Repubblica, con 192 voti favorevoli, 113 contrari e 2 astenuti, approva con voto palese la decadenza da senatore di Silvio Berlusconi, per effetto della "Legge Severino", in seguito alla condanna di Berlusconi del 1º agosto 2013 per frode fiscale con sentenza passata in giudicato. Silvio Berlusconi perde così la carica di parlamentare della Repubblica Italiana dopo 19 anni di presenza ininterrotta. Hanno votato a favore della decadenza Partito Democratico, Movimento 5 Stelle, Scelta Civica, Unione di Centro, Sinistra Ecologia Libertà, Il Megafono, Per le Autonomie (SVP-UV-PATT-UPT-PSI-MAIE), i senatori a vita Mario Monti, Elena Cattaneo, Carlo Rubbia e Renzo Piano, e i senatori ex M5S passati al Gruppo misto: Fabiola Anitori, Adele Gambaro, Paola De Pin e Marino Mastrangeli. Hanno votato contro la decadenza Forza Italia, Nuovo Centrodestra, Lega Nord e Grandi Autonomie e Libertà.
Nel mentre è la Lega Nord di Matteo Salvini, facendo ricorso a toni duri contro l'Europa e gli immigrati, a diventare, secondo i numeri dei sondaggi, la guida della coalizione di centro-destra. Proprio alle Regionali la Lega Nord permette al centrodestra di poter non solo confermare molte regioni ma anche di vincere in Liguria. La coalizione di centrodestra vive una fase di maggiore avvicinamento a idee nazionalistiche e sovraniste. Famose le cooperazioni con il Front National di Marine Le Pen. Salvini lancerà anche il movimento "Noi con Salvini" che ha il compito di portare le nuove istanze leghiste nel sud Italia.
Nel dicembre 2013 l'assemblea della Fondazione Alleanza Nazionale a larga maggioranza concesse per un anno a Fratelli d'Italia l'uso del logo del partito. Il consiglio di amministrazione della Fondazione ratificò la decisione il 9 gennaio successivo, portando FdI a essere l'unico partito nazionale con un carattere ideologico fortemente nazionalista e nazional-conservatore.
A febbraio 2014, per questioni interne al Partito Democratico, il segretario Matteo Renzi subentra a Enrico Letta alla guida del governo nazionale, con l'esecutivo che nei mesi successivi verrà sostenuto da ulteriori parlamentari eletti nel centro-destra, che lasciano quest'ultimo schieramento, fondando il gruppo Alleanza Liberalpopolare-Autonomie guidato da Denis Verdini, e che fanno assumere al governo una maggiore e chiara connotazione centrista nonostante diversi commentatori vicini al centro-destra si riferiranno a questo come un "governo di sinistra".
Nel frattempo nel 2014 l'ex Ministro della Gioventù Giorgia Meloni vince le primarie indette da Fratelli d'Italia - Alleanza Nazionale e viene eletta Presidente del partito.
Le Elezioni europee del 2014 videro la vittoria del centro-sinistra con un risultato storico per numero di preferenze per il PD. Forza Italia dimezzò il consenso del PDL di cinque anni prima, con il 16,81% dei voti e 13 seggi, mentre la Lega Nord (in lista unica con Die Freiheitlichen, partito indipendentista dell'Alto Adige) scese al 6,15% delle preferenze e 5 seggi. Fratelli d'Italia - Alleanza Nazionale raddoppiò i voti delle politiche del 2013 passando al 3,67%, anche se non ottenne alcun seggio per via dello sbarramento elettorale fissato al 4%. Nel nuovo Parlamento europeo i forzisti confermarono la scelta di aderire al gruppo del Partito Popolare Europeo, come pure i leghisti rimasero nel gruppo Europa della Libertà e della Democrazia.
All'inizio del 2015 Giorgio Napolitano rassegnò le dimissioni da Presidente della repubblica. Nell'Elezione del nuovo Presidente della Repubblica Italiana, con la stessa maggioranza di centro-sinistra nell'assemblea elettrice come alle elezioni presidenziali del 2013, il Partito Democratico e più specificatamente Matteo Renzi cercarono senza risultati un accordo solo con Silvio Berlusconi, per quanto riguarda il centro-destra. Pertanto il PD e Area Popolare votarono ed elessero dodicesimo Presidente della Repubblica Italiana Sergio Mattarella, senza l'appoggio del Movimento 5 Stelle né dell'intero centro-destra.
L'8 novembre, Berlusconi, Salvini e Meloni organizzarono una manifestazione a Bologna contro il governo Renzi e per la riorganizzazione del centro-destra.
L'11 dicembre 2016 Paolo Gentiloni ricevette l'incarico dal presidente della Repubblica di formare un nuovo governo centrista, dopo le dimissioni rassegnate da Matteo Renzi in seguito al risultato del referendum costituzionale del 4 dicembre, che aveva respinto il progetto di revisione costituzionale promosso dal governo Renzi stesso. Il centro-destra formato da Forza Italia, Lega e Fratelli d'Italia, che al referendum si era espresso a favore del no, rimase all'opposizione.

#### Coalizione di centro-destra del 2018
In previsione del rinnovo delle elezioni politiche in Italia del 2018, le prime con il nuovo sistema elettorale definito dalla Legge Rosato che si configurava come misto tra proporzionale e maggioritario per l'elezione di entrambi i rami del Parlamento italiano, nel centro-destra venne stretto un accordo a tre tra Silvio Berlusconi, Matteo Salvini e Giorgia Meloni, successivamente ampliato alla neo formazione centrista Noi con l'Italia - UDC di Raffaele Fitto, nel quale venne deciso che in caso di vittoria sarebbe stato il partito con il maggior numero di voti ad esprimere il candidato premier.

La mappa delle elezioni politiche del 2018.

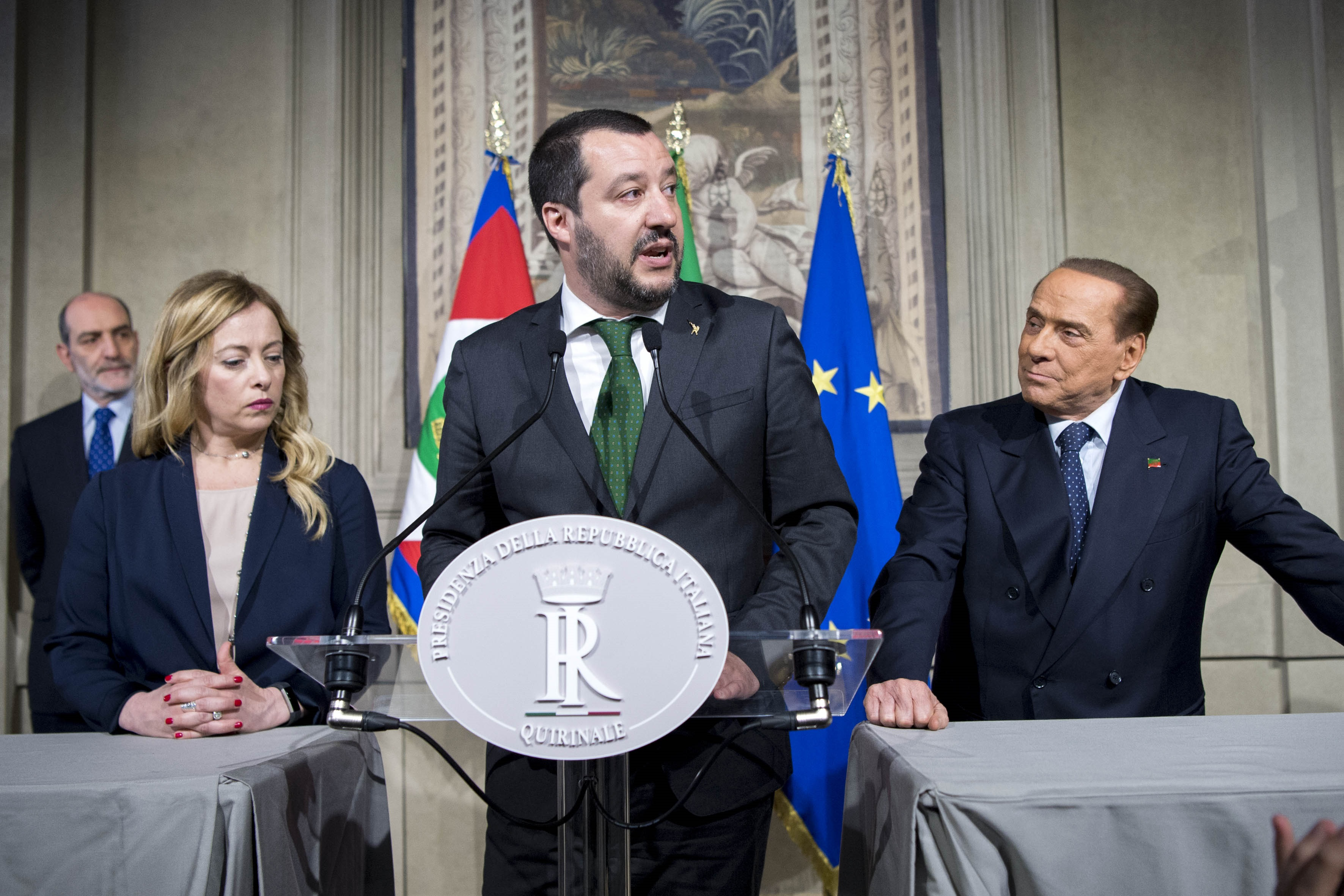
Giorgia Meloni, Matteo Salvini e Silvio Berlusconi nel 2018.

Le Elezioni politiche italiane del 4 marzo 2018 confermarono il tripolarismo: anche in queste elezioni nessuna delle coalizioni ottenne una vittoria netta. Il M5S si confermò il primo partito italiano, aumentando il consenso, ma in questo caso fu il centro-destra la prima coalizione per numero di voti sia alla Camera dei deputati che al Senato della Repubblica, distanziando in entrambi i rami la coalizione di centro-sinistra guidata da Matteo Renzi, arrivata terza, di circa quattordici punti percentuali. Il centro-destra ottenne il 37,00% dei voti alla Camera dei deputati e il 37,50% dei voti al Senato della Repubblica. Per la prima volta dal 1994 la Lega risultò essere il primo partito dello schieramento di centro-destra (con il 17,35% circa delle preferenze), e Matteo Salvini divenne ufficialmente il candidato premier. Forza Italia ebbe il suo minimo storico con il 14,00% dei voti seguito da Fratelli d'Italia con il 4,35% e da Noi con l'Italia - UDC all'1,30%. Il centro-destra riportò la maggioranza relativa dei seggi in parlamento (262 seggi su 630 alla Camera dei deputati e 135 seggi su 315 al Senato della Repubblica), nel quale nessuno ottenne la maggioranza in entrambi i rami, e risultò perdente in tutte le regioni dell'Italia meridionale (dove vince solo in provincia dell'Aquila), mantenendo però la storica egemonia su tutta l'Italia settentrionale e nell'Italia centrale, andando anche a contrastare il consenso del centro-sinistra nelle «regioni rosse». Nella stessa tornata elettorale il leghista Attilio Fontana viene eletto nuovo presidente della Lombardia.
Il nuovo parlamento elesse la forzista Maria Elisabetta Alberti Casellati presidente del Senato, grazie all'accordo tra il centro-destra e il M5S che, con l'elezione di Roberto Fico a presidente della Camera, si divisero le presidenze dei due rami.
Dopo una crisi istituzionale durata ottantanove giorni, in mancanza di una maggioranza parlamentare, la Lega ruppe l'unità parlamentare del centro-destra (come aveva fatto nel 2013 Il Popolo della Libertà per formare un governo con il PD) e diede vita ad un governo di coalizione con il Movimento 5 Stelle guidato da Giuseppe Conte, il cosiddetto «governo giallo-verde». Forza Italia e Fratelli d'Italia andarono all'opposizione parlamentare. Questa frattura non si creò a livello locale, in quanto il centro-destra unito vinse in sequenza tutte le elezioni regionali dopo il 4 marzo (Molise, Friuli-Venezia Giulia e per la prima volta Valle d'Aosta e Trentino-Alto Adige).
Le Elezioni europee del 2019 ribaltarono i rapporti di forza tra Lega e il M5S rispetto alle politiche dell'anno precedente. La Lega raggiunse un risultato storico per il partito, diventando per la prima volta il partito italiano più votato con il 34,26% delle preferenze e 28 seggi. Al quarto posto Forza Italia dimezzò nuovamente il numero di voti rispetto alla precedente consultazione europea con l'8,78% dei voti e 6 seggi, seguita da Fratelli d'Italia con il 6,44% dei voti e 5 seggi. Il centro-destra, diviso nel Parlamento italiano ma unito nelle amministrazioni locali, arrivò pertanto vicino al 50% delle preferenze. Nel nuovo Parlamento europeo i forzisti restarono nel Gruppo del Partito Popolare Europeo, i leghisti aderirono al gruppo Identità e Democrazia mentre gli eletti di Fratelli d'Italia confluirono nel Gruppo dei Conservatori e dei Riformisti Europei. Nella stessa tornata elettorale il forzista Alberto Cirio viene eletto nuovo presidente del Piemonte. Tra l'altro, nel corso del 2019, il centro-destra vincerà anche tutte le altre quattro elezioni regionali (in Abruzzo con Marco Marsilio, in Sardegna con Christian Solinas e per la prima volta, in Basilicata, con Vito Bardi, e in Umbria, con Donatella Tesei).
Dopo alcune settimane di tensione nella maggioranza giallo-verde, l'8 agosto 2019 il segretario federale della Lega Matteo Salvini annunciò l'intenzione di ritirare il sostegno del suo partito al governo, innescando così la crisi di governo e chiedendo la convocazione di elezioni anticipate, prospettando la nascita di una coalizione di centro-destra aperta anche a Silvio Berlusconi e a Giorgia Meloni. Dopo la sfiducia leghista all'esecutivo, il premier Conte si dimise e, in seguito ad un accordo tra il M5S ed il Partito Democratico, nacque a settembre il governo Conte II (definito giallo-rosso) con il centro-destra nuovamente unito in parlamento all'opposizione.
Nel 2020, anno dello scoppio della pandemia di COVID-19, si tennero due tornate elettorali che portarono al voto otto regioni, con vittoria del centro-destra in quattro casi: il leghista Luca Zaia e il leader di Cambiamo! Giovanni Toti furono confermati presidenti in Veneto e Liguria, mentre la forzista Jole Santelli in Calabria, che decederà nello stesso anno, e Francesco Acquaroli di FdI nelle Marche (prima volta nella storia di questa regione) strapparono la guida degli enti al centro-sinistra.
La crisi del governo Conte II, a inizio 2021, ha portato il Presidente della Repubblica Mattarella a designare Mario Draghi nuovo Presidente del Consiglio per un «governo di alto profilo» per fronteggiare la crisi sanitaria ed economica causata dalla pandemia. Accoglie l'appello del presidente, oltre a tutto lo schieramento del precedente governo, anche il centro-destra, con la sola esclusione di Fratelli d'Italia, con la coalizione che si spacca per la quarta volta in dieci anni sulle posizioni nei confronti del governo nazionale. Nell'ottobre 2021, in occasione delle elezioni regionali in Calabria convocate a seguito della scomparsa di Jole Santelli, viene eletto presidente il forzista Roberto Occhiuto.

#### Coalizione di centro-destra del 2022

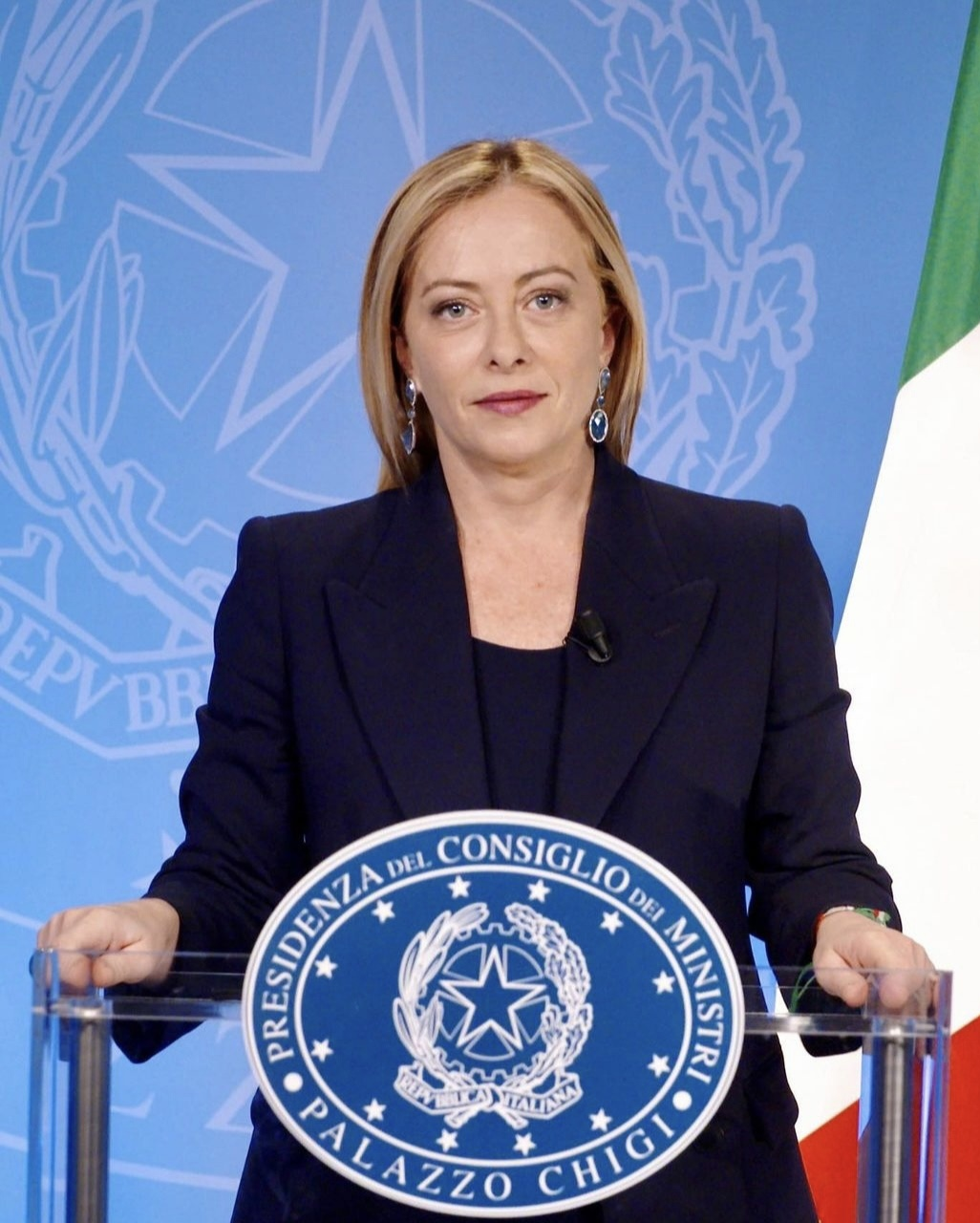
Giorgia Meloni, prima e unica donna Presidente del Consiglio dei ministri dal 2022

La mappa delle elezioni politiche del 2022.

A seguito della crisi del governo Draghi, formalizzatasi nel luglio 2022, il Presidente del consiglio ha reso le sue dimissioni al Presidente della Repubblica Sergio Mattarella che le ha accettate, decretando contestualmente lo scioglimento delle camere e avviando così l'iter per le elezioni politiche anticipate da tenersi domenica 25 settembre. Di conseguenza le forze del centrodestra si sono riunite, comprendendo anche Fratelli d'Italia (che fino a quel momento era stata all'opposizione) e Coraggio Italia e Italia al Centro (che viceversa avevano votato fino all'ultimo la fiducia al governo Draghi), ufficializzando la candidatura in coalizione il 27 luglio.
Alle elezioni politiche del 25 settembre la coalizione di centro-destra è risultata la forza politica più votata, con circa il 44% dei consensi (di cui il 26% a Fratelli d'Italia di Giorgia Meloni), superando centro-sinistra (26%), Movimento 5 Stelle (15,5%) e Azione - Italia Viva (poco meno dell'8%), come peraltro pronosticato da vari istituti sondaggistici, riuscendo ad aggiudicarsi la maggioranza sia alla Camera sia al Senato.
Alla luce del risultato elettorale, il Presidente della Repubblica ha affidato a Giorgia Meloni l'incarico di formare il nuovo esecutivo sostenuto dai partiti della coalizione. Il governo Meloni, il primo guidato da una donna nella storia dell'Italia unita, è entrato in carica il 22 ottobre 2022, inoltre a distanza di quasi undici anni dalla fine del governo Berlusconi IV, fino ad allora ultimo esecutivo di centro-destra nel Paese.
Il 12 giugno 2023 muore Silvio Berlusconi, fondatore del centrodestra nella politica italiana.

## Risultati elettorali
Seguono i risultati elettorali delle varie coalizioni di centro-destra nelle elezioni politiche in Italia dal 1994 in poi.
| Camera dei deputati | Camera dei deputati                      | Camera dei deputati | Camera dei deputati | Camera dei deputati |
| Elezione            | Coalizione                               | Voti                | %                   | Seggi               |
| ------------------- | ---------------------------------------- | ------------------- | ------------------- | ------------------- |
| 1994                | Polo delle Libertà-Polo del Buon Governo | 17 947 445          | 46,4                | 366 / 630           |
| 1996                | Polo per le Libertà                      | 16 475 191          | 43,2                | 246 / 630           |
| 2001                | Casa delle Libertà                       | 18 569 126          | 50,0                | 368 / 630           |
| 2006                | Casa delle Libertà                       | 18 995 697          | 49,7                | 281 / 630           |
| 2008                | Coalizione di centro-destra del 2008     | 17 064 506          | 46,8                | 344 / 630           |
| 2013                | Coalizione di centro-destra del 2013     | 9 923 109           | 29,2                | 126 / 630           |
| 2018                | Coalizione di centro-destra del 2018     | 12 152 345          | 37,0                | 265 / 630           |
| 2022                | Coalizione di centro-destra del 2022     | 12 300 244          | 43,8                | 237 / 400           |

| Senato della Repubblica | Senato della Repubblica                  | Senato della Repubblica | Senato della Repubblica | Senato della Repubblica |
| Elezione                | Coalizione                               | Voti                    | %                       | Seggi                   |
| ----------------------- | ---------------------------------------- | ----------------------- | ----------------------- | ----------------------- |
| 1994                    | Polo delle Libertà-Polo del Buon Governo | 14 110 705              | 42,5                    | 156 / 315               |
| 1996                    | Polo per le Libertà                      | 12 694 846              | 38,9                    | 117 / 315               |
| 2001                    | Casa delle Libertà                       | 17 255 734              | 50,4                    | 176 / 315               |
| 2006                    | Casa delle Libertà                       | 17 359 754              | 49,8                    | 156 / 315               |
| 2008                    | Coalizione di centro-destra del 2008     | 15 508 899              | 47,3                    | 174 / 315               |
| 2013                    | Coalizione di centro-destra del 2013     | 9 405 679               | 30,7                    | 118 / 315               |
| 2018                    | Coalizione di centro-destra del 2018     | 11 327 549              | 37,5                    | 135 / 315               |
| 2022                    | Coalizione di centro-destra del 2022     | 12 129 547              | 44,0                    | 115 / 200               |

## Simboli

Simbolo del Polo per le Libertà (1995-2000)
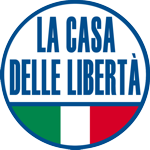
Simbolo della Casa delle Libertà (2000-2008)
Simbolo de Il Popolo della Libertà (2008-2013)